# Melanoseps occidentalis
Melanoseps occidentalis — вид сцинкоподібних ящірок родини сцинкових (Scincidae). Мешкає в Центральній Африці.

## Підвиди
Виділяють два підвиди:
- Melanoseps occidentalis zairensis Brygoo & Roux-Esteve, 1982;
- Melanoseps occidentalis occidentalis (Peters, 1877).

## Поширення і екологія
Melanoseps occidentalis мешкають на південному сході Нігерії, в Камеруні, Республіці Конго, Демократичній Республіці Конго, Екваторіальній Гвінеї, Центральноафриканській Республіці, Габоні і північній Анголі. Вони живуть у вологих рівнинних тропічних лісах, на висоті до 1000 м над рівнем моря. Живляться термітами.